# Кьянчано-Терме
Кьянчано-Терме (итал. Chianciano Terme) — коммуна в Италии, располагается в регионе Тоскана, в провинции Сиена.
Население составляет 7 072 человека (30-6-2017), плотность населения составляет 193,33 чел./км². Занимает площадь 36,58 км². Почтовый индекс — 53042. Телефонный код — 0578.
Покровителем коммуны почитается святой Иоанн Креститель (San Giovanni Battista), празднование 24 июня.

## Демография
Динамика населения:

## Бальнеология
Известной коммуна Кьянчано-Терме стала благодаря местным термальным источникам, которые использовались ещё во времена древнеримского императора Октавиана Августа. Главная специализация бальнеологического лечения в Кьянчано-Терме — профилактика и лечение болезней печени и желчевыводящих путей. Ещё одна особенность Кьянчано-Терме — здесь с помощью целебных свойств термальных источников лечат сахарный диабет.

## Достопримечательности

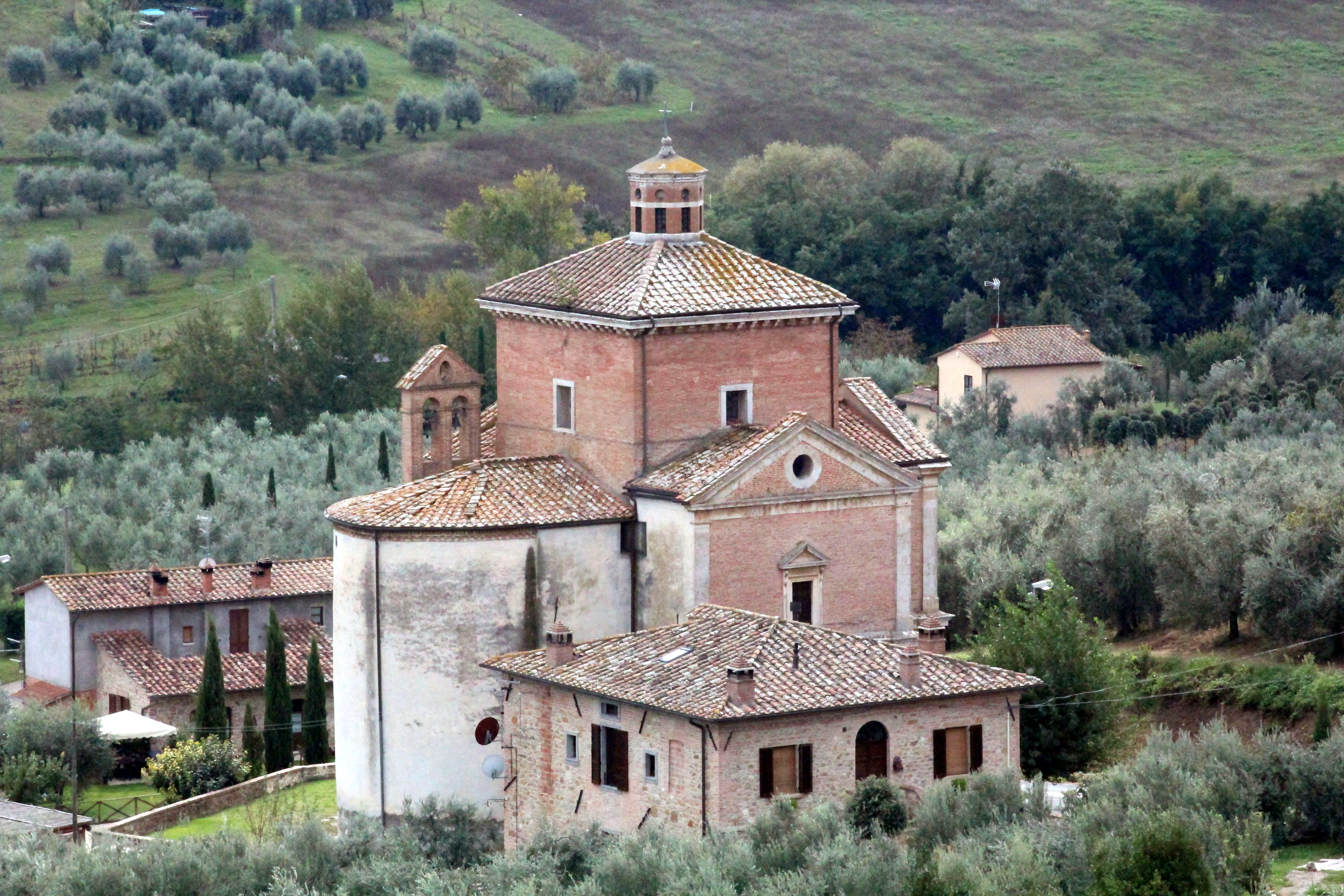
Церковь Мадонна-делла-Роза

- Церковь Мадонна-делла-Роза

## Администрация коммуны
- Официальный сайт: http://www.comune.chianciano-terme.siena.it